# Carl Manneh
Carl Oscar Manneh, född 3 augusti 1977, är en svensk företagare.
Carl Manneh utbildade sig till civilekonom vid Uppsala universitet 1998-2003. 
Han grundade tillsammans med Markus Persson och Jakob Porsér spelföretaget Mojang, där Carl Manneh varit verkställande direktör.